# Зедельгем
Зедельгем (нидерл. Zedelgem, МФА: [ˈzeːdəlɣɛm]; западнофлам. Zillegem) — муниципалитет, расположенный в бельгийской провинции Западная Фландрия. В состав муниципалитета входят деревни Аартрайк, Лоппем, Вельдегем и сам Зедельгем. На 1 января 2021 года население Зедельгема составляет 22 901 человека.
В Зедельгеме и его окрестностях в конце Второй мировой войны находился лагерь для военнопленных. Хотя после войны лагерь был расформирован, а заключённые освобождены, территория оставалась военным достоянием до 1994 года. Сейчас там расположен природный парк.

## История
Территория вокруг Зедельгема была заселена уже в эпоху неолита, о чем свидетельствуют находки начала 20 века. Кольцеобразные структуры бывших курганов наблюдались с бронзового века (3000-800 гг. до н. э.). Захват территории с римского периода неясен, но название местности Зедельгем, вероятно, восходит к франкскому периоду (5 век). Начиная с 6-го века, регион был христианизирован, и были созданы приходские церкви. Самое старое письменное упоминание, как Седелингем, датируется 1089 годом. Зедельгем был сеньорией, принадлежавшей к Брюгге Врие. Лорды Зедельгема изначально носили фамилию Зедельгем, но в 1419 году эта линия угасла, и сеньория перешла по браку к семье Хаверскерке. Право патронажа церкви Зедельгема окончательно перешло во владение аббатства Сент-Аманд, что было подтверждено в 1107 году. В 1266 году она попала в аббатство Святого Петра в Генте в обмен на аббатство Румегис. В 1296 году граф Фландрии подарил поле Влоэтем госпиталю Святого Иоанна в Брюгге.
В 14 веке на месте более ранней романской церкви была построена готическая церковь.
16 и 17 века принесли много бед из-за войн с Северными Нидерландами, а затем и с Францией. Во 2-й половине 18-го века произошло возрождение. В 1751—1754 годах была построена дорога Torhoutsesteenweg. На пересечении этой дороги и Kuilputstraat был построен трактир De Gouden Leeuw («Золотой лев»), вокруг которого возник новый центр De Leeuw («Лев») с такими видами деятельности, как пекарня и ветряная мельница.
Поблизости также находилась кузница, принадлежавшая Якобусу Домбрехту, где Александр Клейс стал подмастерьем в 1815 году, а через брак стал владельцем кузницы, которая со временем превратилась в крупное промышленное предприятие: в ядре Синт-Элуа (De Leeuw) рабочие дома Клейс, Суперия, Пако и Эксельсиор (Hessels) стояли у колыбели металлургической промышленности муниципалитета. Различные фабрики семьи Claeys были, в частности, производителями велосипедов и мотоциклов Flandria (первый был выпущен в 1896 году), а также Superia, которая также производила велосипеды и мотоциклы. Кроме того, компания Claeys была известна сельскохозяйственным оборудованием (в 1903 году были произведены первые чугунные конюшни для верховой езды). С 1960-х годов компания Claeys входит в состав New Holland и приобрела международную известность как производитель зерноуборочных комбайнов. Он превратился в крупнейшего промышленного работодателя в регионе Брюгге.
В 1875 году в Зедельгем приехали преподавать сестры Хейле, к которым в 1905 году присоединились братья Ксаверианы.
Во время Первой мировой войны Зедельгем использовался немцами как логистический центр для снабжения Железного фронта, а заводы Claeys использовались как артиллерийские мастерские. Были построены трамвайные пути, склады боеприпасов и другие хранилища. Здесь также находился аэродром. За исключением нескольких бункеров, эта инфраструктура почти полностью исчезла. В 1920 году бельгийская армия начала использовать парк боеприпасов на Влотхемвельде.
Вторая мировая война закончилась для Зедельгема освобождением 8 сентября 1944 года.
Были построены новые районы, такие как Гроенхоф в 1963 году и Гроене Меерсен в 1969 году. De Linde была завершена в 1970-х годах.

## Достопримечательности

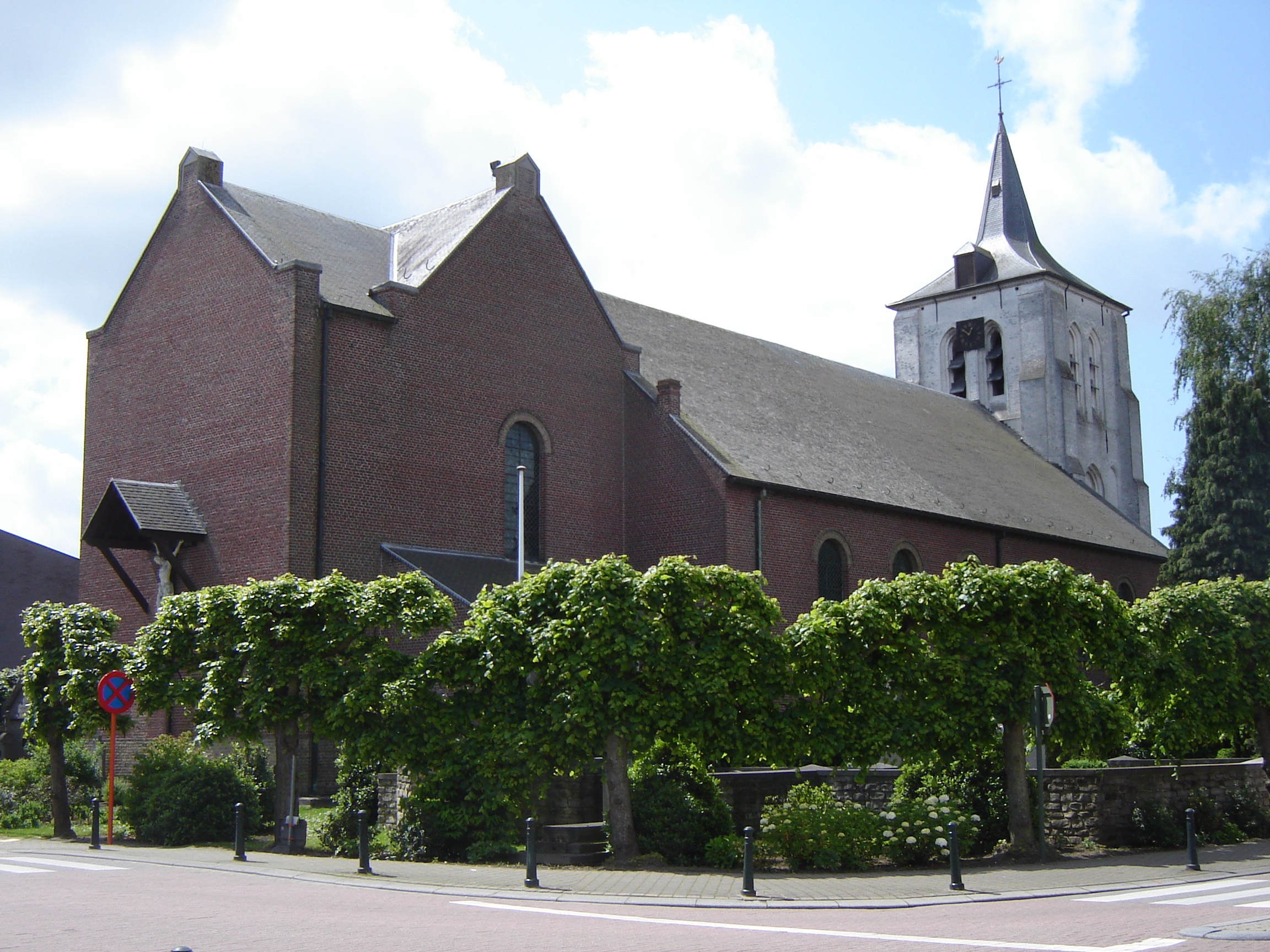
Церковь Святого Лаврентия

- В Церкви Святого Лаврентия находится редкая римская крестильная купель из турнейского камня (12 век).
- Мельница Зедельгема, оставшаяся с 1866 года.
- Кладбище Зедельгема
- Памятник латышским легионерам[4], спорный памятник в честь солдат Латышского легиона, входившего в состав Ваффен-СС, которые после окончания Второй мировой войны были заключены в лагерь под Зедельгемом в качестве военнопленных[5][6].

## Города-побратимы
- Райль, Германия